# Dekanat Bychawa
Dekanat Bychawa – jeden z 28 dekanatów w rzymskokatolickiej archidiecezji lubelskiej.

## Parafie
W skład dekanatu wchodzi 11 parafii:
- parafia św. Jana Chrzciciela i św. Franciszka z Asyżu – Bychawa
- parafia Wszystkich Świętych – Bychawka
- parafia NMP Królowej Polski – Bystrzyca Stara
- parafia Wniebowstąpienia Pańskiego – Jabłonna Pierwsza
- parafia NMP Matki Kościoła – Kosarzew
- parafia Wniebowzięcia NMP – Krzczonów
- parafia Chrystusa Dobrego Pasterza – Piotrków
- parafia św. Stanisława – Sobieska Wola
- parafia św. Stanisława – Stara Wieś
- parafia św. Antoniego Padewskiego – Wola Gałęzowska
- parafia MB Królowej Polski – Żuków

## Sąsiednie dekanaty
Bełżyce, Konopnica, Lublin – Południe, Modliborzyce (diec. sandomierska), Piaski, Turobin, Zakrzówek